# Elatostema dissectoides
Elatostema dissectoides är en nässelväxtart som beskrevs av Wen Tsai Wang. Elatostema dissectoides ingår i släktet Elatostema och familjen nässelväxter. Inga underarter finns listade i Catalogue of Life.